# Refinaria Presidente Bernardes
A Refinaria Presidente Bernardes - Cubatão (RPBC) é uma refinaria localizada no município de Cubatão, no estado de São Paulo, que pertence à Petrobras, com capacidade instalada para 170 mil barris/dia.
Seus principais produtos: gasolina Podium, gasolina, gasolina de aviação, óleo diesel, coque, GLP, nafta, gás natural, butano, benzeno, xilenos, tolueno, hexano, enxofre, resíduo aromático, bunker, hidrogênio e componentes para a gasolina da Fórmula 1. É responsável por 11% do fornecimento de derivados de petróleo do País.

## História
O Conselho Nacional do Petróleo determinou em julho de 1949 que fosse construída uma refinaria com capacidade de processamento de 45 mil barris/dia, volume que na ocasião correspondia a 80% do consumo de derivados.
A RPBC foi a primeira grande refinaria da Petrobras, projetada pela empresa norte-americana Hydrocarbon Research, Inc. em 1952, com equipamentos fornecidos pelo consorcio francês Fives-Lille/Schneider & Cie.
Foi inaugurada pelo presidente da República João Café Filho, em 16 de Abril de 1955, sendo na ocasião responsável por 50% do abastecimento do Brasil.